# Bryum austroventricosum
Bryum austroventricosum är en bladmossart som beskrevs av Ferdinand François Gabriel Renauld 1897. Bryum austroventricosum ingår i släktet bryummossor, och familjen Bryaceae. Inga underarter finns listade i Catalogue of Life.